# Sân bay Borlänge
Sân bay Dala hay Sân bay Borlänge (IATA: BLE, ICAO: ESSD) là một sân bay ở đông nam Borlänge, một thành phố ở tỉnh Dalarna của Thụy Điển. Sân bay này cách Falun 20 phút đi xe hơi.
Sân bay được xây trong đệ nhị thế chiến và được hiện đại hóa năm 1961. Giữa năm 1960, tuyến bay dân dụng đã hoạt động ở đây. Nhà ga mới xây xong năm 1972. Năm 2006, có 33.000 lượt khách sử dụng sân bay này.

## Các hãng hàng không và các tuyến điểm
- Direktflyg (Gothenburg-Landvetter, Malmö, Örebro, Oslo)
- Skyways Express
  - operated by Direktflyg (Stockholm-Arlanda)